# Handa Cup
De Handa Cup is een golftoernooi van de Legends Tour, dat opgericht werd in 2006.
De eerste editie was in 2006. Het is een wedstrijd waarbij een team van Amerikaanse professionals speelt tegen een team van speelsters uit de rest van de wereld. Op de zaterdag ochtend en middag worden de dubbels gespeeld en zondag worden de singles gespeeld. Voor iedere gewonnen partij krijgt het team twee punten, bij gelijk spel krijgt ieder team een punt. Er is geen prijzengeld, iedere speelster krijgt US$ 10.000.

## Golfbanen
| Jaar      | Golfbaan                                     | Stad                    |
| --------- | -------------------------------------------- | ----------------------- |
| 2006-2009 | World Golf Village (Slammer & Squire Course) | St. Augustine, Florida  |
| 2010-2011 | Sea Country Club                             | Rye, New Hampshire      |
| 2012      | Reunion Resort & Club                        | Kissimmee, Florida      |
| 2013      | Hermitage Golf Club                          | Nashville, Tennessee    |
| 2014      | Old Waverly Golf Club                        | West Point, Mississippi |

## Resultaten
| Jaar | Winnaar          | Score | Verliezer        | Info                                            |
| ---- | ---------------- | ----- | ---------------- | ----------------------------------------------- |
| 2006 | Verenigde Staten | 27-11 | Wereldteam       | [ 1 ]                                           |
| 2007 | Verenigde Staten | 26-22 | Wereldteam       | [ 2 ]                                           |
| 2008 | Verenigde Staten | 31-17 | Wereldteam       | [ 3 ]                                           |
| 2009 | Verenigde Staten | 28-20 | Wereldteam       | [ 4 ]                                           |
| 2010 | Verenigde Staten | 27-21 | Wereldteam       | [ 5 ]                                           |
| 2011 | Verenigde Staten | 34-14 | Wereldteam       | [ 6 ]                                           |
| 2012 | Verenigde Staten | 24-24 | Wereldteam       | Gelijkspel, Verenigde Staten verlengde de titel |
| 2013 | Wereldteam       | 27-21 | Verenigde Staten | [ 8 ]                                           |
| 2014 | Verenigde Staten | 28-20 | Wereldteam       | [ 9 ]                                           |